# Какшаал-Тоо
Какшаа́л-То́о, Кокшалтáу (кирг. Какшаал-Тоо) — горный хребет в системе Центрального Тянь-Шаня, на границе Кыргызстана и Китая.
Протяжённость хребта составляет около 400 км, высшая точка — пик Победы (7439 м). Хребет сложен глинистыми сланцами, песчаниками, известняками, прорванными гранитными интрузиями. Преобладает альпийский рельеф с общей площадью оледенения 983 км². На северном склоне — степи, на южном — луговые степи и альпийские луга.

## Этимология
Название хребта происходит от кыргызского «какшаал» и «тоо» — «Грозные горы».

## История открытия и исследования
В связи с ростом интереса России к Средней Азии начиная с 1856 года туда начали отправляться экспедиции. Первыми экспедициями руководил П. П. Семёнов. Район Западного Кокшал-Тоо впервые был описан русским географом А. В. Каульбарсом, который в 1869 году руководил экспедицией изучавшей горный район к югу от реки Нарын.